# Райхсхоф
Райхсхоф (нем. Reichshof) — община в Германии, курорт, расположен в земле Северный Рейн-Вестфалия.
Подчиняется административному округу Кёльн. Входит в состав района Обербергиш.  Население составляет 19 526 человек (на 31 декабря 2010 года). Занимает площадь 114,67 км².